# Česká fotbalová liga 2025/2026
Česká fotbalová liga (3. česká fotbalová liga) 2025/2026 bude 35. ročníkem České fotbalové ligy, která spolu s Moravskoslezskou fotbalovou ligou tvoří 3. úroveň v systému fotbalových soutěží. Sezóna začne 8. srpna 2025.
Liga bude pro tuto sezónu opět rozdělena na 2 skupiny po 17 týmech. Po skončení základní části se vítězové obou skupin utkají v baráži o jedno postupové místo do Chance Národní ligy.

## Kluby
| 2. liga                  | 2. liga      | Divize                                                                | Divize                                            |
| ▲                        | ▼            | ▲                                                                     | ▼                                                 |
| ------------------------ | ------------ | --------------------------------------------------------------------- | ------------------------------------------------- |
| FK VIAGEM Ústí nad Labem | FK Varnsdorf | SK Aritma Praha FK Neratovice-Byškovice FK Velké Hamry FK Králův Dvůr | FC Chomutov FK Chlumec nad Cidlinou Povltavská FA |

- Mužstvo FK Příbram se po spojení s MFK Vyškov [3] přesunulo do Chance Národní ligy, ale v soutěži pokračuje mužstvo FK Příbram B hrající v předchozí sezóně Divizi A [4].
- Práva na soutěž klubu TJ Sokol Živanice byla převedena na SK Slavia Praha C [5][6].

## Skupina A
| Poř. | Tým                       | Z | V | R | P | VG | OG | B |
| ---- | ------------------------- | - | - | - | - | -- | -- | - |
| 1.   | Sokol Hostouň             | 0 | 0 | 0 | 0 | 0  | 0  | 0 |
| 2.   | FK Admira Praha           | 0 | 0 | 0 | 0 | 0  | 0  | 0 |
| 3.   | TJ Jiskra Domažlice       | 0 | 0 | 0 | 0 | 0  | 0  | 0 |
| 4.   | FK Loko Praha             | 0 | 0 | 0 | 0 | 0  | 0  | 0 |
| 5.   | FC Písek                  | 0 | 0 | 0 | 0 | 0  | 0  | 0 |
| 6.   | FK Motorlet Praha         | 0 | 0 | 0 | 0 | 0  | 0  | 0 |
| 7.   | SK Slavia Praha C         | 0 | 0 | 0 | 0 | 0  | 0  | 0 |
| 8.   | SK Petřín Plzeň           | 0 | 0 | 0 | 0 | 0  | 0  | 0 |
| 9.   | SK Kladno                 | 0 | 0 | 0 | 0 | 0  | 0  | 0 |
| 10.  | FK Dukla Praha B          | 0 | 0 | 0 | 0 | 0  | 0  | 0 |
| 11.  | FC Viktoria Plzeň B       | 0 | 0 | 0 | 0 | 0  | 0  | 0 |
| 12.  | Bohemians Praha 1905 B    | 0 | 0 | 0 | 0 | 0  | 0  | 0 |
| 13.  | FK Králův Dvůr            | 0 | 0 | 0 | 0 | 0  | 0  | 0 |
| 14.  | FC Silon Táborsko B       | 0 | 0 | 0 | 0 | 0  | 0  | 0 |
| 15.  | SK Aritma Praha           | 0 | 0 | 0 | 0 | 0  | 0  | 0 |
| 16.  | SK Dynamo Č. Budějovice B | 0 | 0 | 0 | 0 | 0  | 0  | 0 |
| 17.  | FK Příbram B              | 0 | 0 | 0 | 0 | 0  | 0  | 0 |

|  | Postup do play-off o postup do Chance Národní ligy |
|  | Sestup do 4.ligy                                   |

## Skupina B
| Poř. | Tým                       | Z | V | R | P | VG | OG | B |
| ---- | ------------------------- | - | - | - | - | -- | -- | - |
| 1.   | FK Velké Hamry 1911       | 0 | 0 | 0 | 0 | 0  | 0  | 0 |
| 2.   | FC Slovan Liberec B       | 0 | 0 | 0 | 0 | 0  | 0  | 0 |
| 3.   | FK Jablonec B             | 0 | 0 | 0 | 0 | 0  | 0  | 0 |
| 4.   | FK Mladá Boleslav B       | 0 | 0 | 0 | 0 | 0  | 0  | 0 |
| 5.   | FK Arsenal Česká Lípa     | 0 | 0 | 0 | 0 | 0  | 0  | 0 |
| 6.   | FC Hradec Králové B       | 0 | 0 | 0 | 0 | 0  | 0  | 0 |
| 7.   | FK Baník Most-Souš        | 0 | 0 | 0 | 0 | 0  | 0  | 0 |
| 8.   | TJ Slovan Velvary         | 0 | 0 | 0 | 0 | 0  | 0  | 0 |
| 9.   | FK Varnsdorf              | 0 | 0 | 0 | 0 | 0  | 0  | 0 |
| 10.  | FK Teplice B              | 0 | 0 | 0 | 0 | 0  | 0  | 0 |
| 11.  | TJ Jiskra Ústí nad Orlicí | 0 | 0 | 0 | 0 | 0  | 0  | 0 |
| 12.  | FK Pardubice B            | 0 | 0 | 0 | 0 | 0  | 0  | 0 |
| 13.  | SK Zápy                   | 0 | 0 | 0 | 0 | 0  | 0  | 0 |
| 14.  | SK Sokol Brozany          | 0 | 0 | 0 | 0 | 0  | 0  | 0 |
| 15.  | FK Neratovice-Byškovice   | 0 | 0 | 0 | 0 | 0  | 0  | 0 |
| 16.  | SK Benátky nad Jizerou    | 0 | 0 | 0 | 0 | 0  | 0  | 0 |
| 17.  | SK Sparta Kolín           | 0 | 0 | 0 | 0 | 0  | 0  | 0 |

|  | Postup do play-off o postup do Chance Národní ligy |
|  | Sestup do 4.ligy                                   |